# Michael Meyer (Prähistoriker)

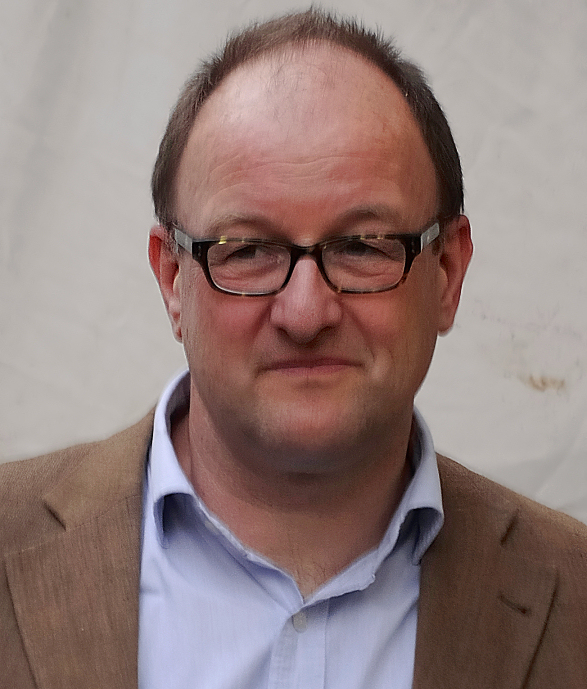
Michael Meyer, 2011

Michael Meyer (* 1959 in Trier) ist ein deutscher Prähistorischer Archäologe.

## Leben
Michael Meyer studierte seit 1978 Vor- und Frühgeschichte, Geographie, Europäische Ethnologie und Klassische Archäologie an den Universitäten Marburg, Heidelberg sowie am Institute of Archaeology London. In Marburg wurde er 1990 bei Otto-Herman Frey mit einer Arbeit zum „Fundplatz Pevestorf 19. Ein mehrperiodiger Fundplatz im Landkreis Lüchow-Dannenberg“ promoviert. Anschließend war Meyer bis 1994 wissenschaftlicher Mitarbeiter am „Institut für Archäologische Landesforschung in Hessen“ in Büdingen. 1994 wurde er Mitarbeiter am Lehrstuhl für Ur- und Frühgeschichte der Humboldt-Universität zu Berlin. Dort habilitierte er sich 2005 mit einer Arbeit zu „Mardorf 23, Ldkr. Marburg-Biedenkopf. Archäologische Studien zur Besiedlung des deutschen Mittelgebirgsraumes in den Jahrhunderten um Christi Geburt“. Anschließend wurde er dort Privatdozent. Außerdem war Meyer von März 2005 bis 2007 Dezernatsleiter für „Archäologische Dienste“ beim Brandenburgischen Landesamt für Denkmalpflege und dem Archäologischen Landesmuseum in Wünsdorf. Von 2008 bis 2025 hatte er eine Professur für prähistorische Archäologie an der Freien Universität Berlin inne, zum April 2025 trat er in den Ruhestand.
Für das Exzellenzcluster Topoi war er zunächst stellvertretender Sprecher der Freien Universität, nach dem Wechsel von Friederike Fless an das Deutsche Archäologische Institut war er neben dem Vertreter der Humboldt-Universität, Gerd Graßhoff, Sprecher von Topoi bis zu dessen Auslaufen im Jahr 2019.

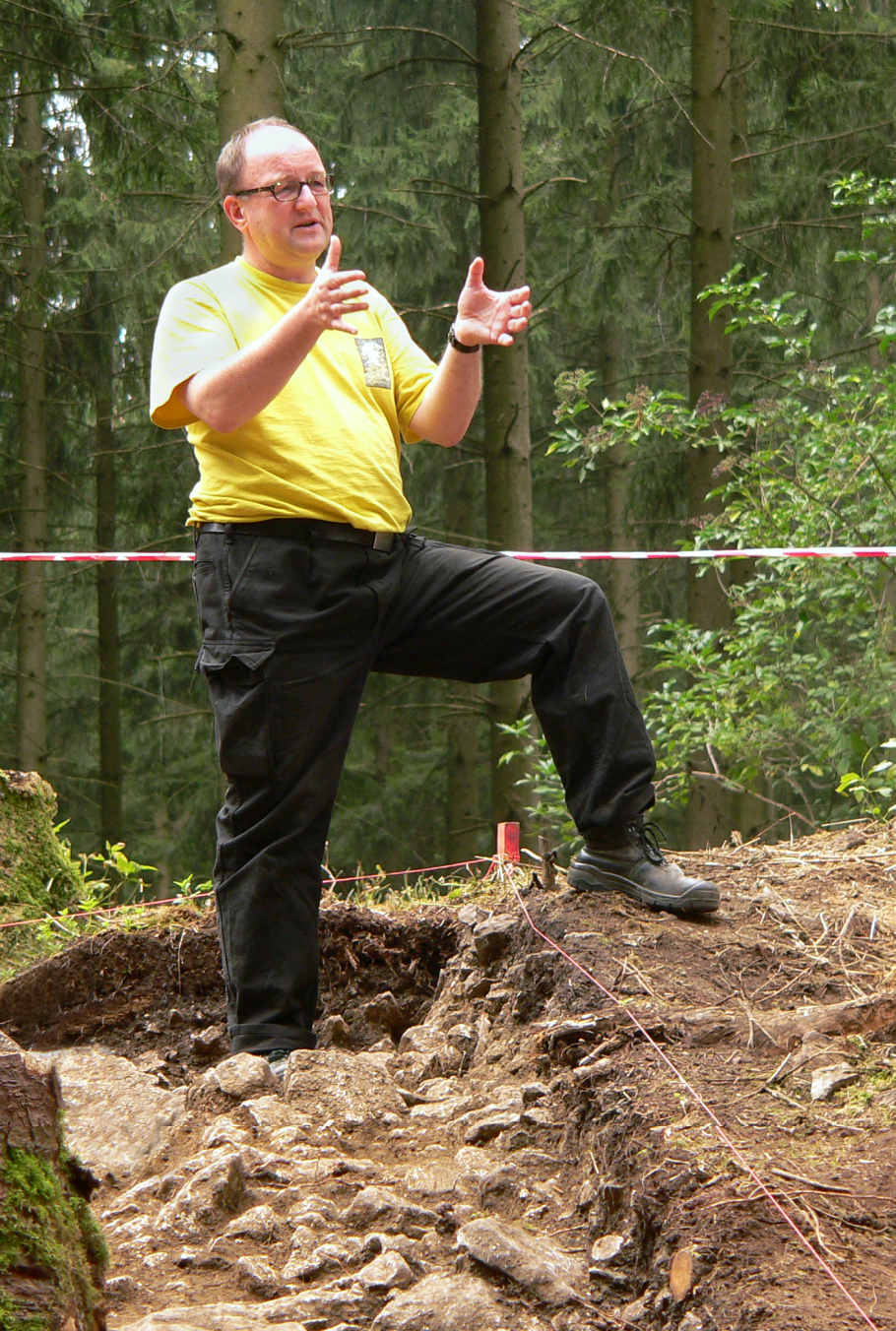
Michael Meyer bei der Ausgrabung zum Harzhornereignis, 2012

Meyer nahm von 1993 bis 2001 an den Ausgrabungen der latène- und kaiserzeitlichen Siedlung Mardorf 23 sowie an der Sondagegrabung an der mittelneolithischen Kreisgrabenanlage von Bochow (Gemeinde Niedergörsdorf) teil und führte Sondierungen an der spätlatènezeitlichen Siedlung von Glienick durch. Daneben forscht er zur Siedlung Lübesse und leitet die universitäre Lehrgrabung der spätlatènezeitlichen Siedlung von Waltersdorf. Seit 2003 ist Michael Meyer Mitglied im Vorstand der Archäologischen Gesellschaft in Berlin und Brandenburg, deren Vorsitzender er 2010 wurde.
Seit dem Jahre 2008 gehörte Meyer dem Forschungsprojekt Harzhorn zur Erforschung des Harzhornereignisses an. Das Forscherteam bildete sich nach den ersten Funden zur Koordination des weiteren Vorgehens. Dabei leitete er die archäologischen Ausgrabungen durch Studenten des Instituts für prähistorische Archäologie der Freien Universität Berlin, die in den Jahren 2009 bis 2013 jeweils als mehrwöchige Grabungskampagnen stattfanden.
Hauptforschungsgebiete Meyers sind die Archäologie der Jahrhunderte um die Zeitenwende, das Jung- und Spätneolithikum Mitteleuropas sowie Siedlungsarchäologie. Er ist ordentliches Mitglied des Deutschen Archäologischen Instituts, war von 2009 bis 2019 Mitglied im Beirat der Römisch-Germanischen Kommission des Deutschen Archäologischen Instituts, der Kommission zur Erforschung von Sammlungen Archäologischer Funde und Unterlagen aus dem Nordöstlichen Mitteleuropa und im Beirat der Berliner Gesellschaft für Anthropologie, Ethnologie und Urgeschichte.

## Schriften
- Pevestorf 19. Ein mehrperiodiger Fundplatz im Landkreis Lüchow-Dannenberg. Isensee, Oldenburg 1993, ISBN 3-89442-163-0 (Veröffentlichungen der Urgeschichtlichen Sammlungen des Landesmuseums zu Hannover, Band 41).
- (Hrsg.): „… trans Albim fluvium“. Forschungen zur vorrömischen, kaiserzeitlichen und mittelalterlichen Archäologie. Festschrift für Achim Leube zum 65. Geburtstag. Leidorf, Rahden 2001, ISBN 3-89646-390-X (Internationale Archäologie. Studia honoraria. Band 10).
- mit Johan Callmer, Ruth Struwe, Claudia Theune-Vogt (Hrsg.): Die Anfänge der ur- und frühgeschichtlichen Archäologie als akademisches Fach im europäischen Vergleich – The beginnings of academic pre- and protohistoric archaeology in a European perspective. Leidorf, Rahden 2006, ISBN 3-89646-512-0 (Berliner Archäologische Forschungen. Band 2).
- mit Dirk Raetzel-Fabian: Neolithische Grabenwerke in Mitteleuropa. 2006 online (PDF-Datei; 1,6 MB).
- Migration und Adaption – ein differenziertes Modell zur Erklärung der latènezeitlichen Przeworsk-Funde in Deutschland. In: Alt-Thüringen. 38/2005, Beier & Beran, Langenweißbach 2006, ISSN 0065-6585, S. 203–212.